# 코요테 vs. 애크미
"코요테 vs. 애크미"(영어: Coyote vs. Acme)는 2026년 개봉 예정인 미국의 법정 코미디 실사 애니메이션 영화로, 데이브 그린이 감독을 맡았다.
2023년 11월, 워너 브라더스 디스커버리는 세금 공제를 위해 영화가 제작 완료됐음에도 불구하고 개봉을 포기하고 폐기하였다. 이후 업계 및 대중의 반발이 이어지면서 이 결정을 번복하고 판권 판매에 나섰고, 2025년 3월 케첩 엔터테인먼트에 판매하였다.